# مايكل بي ميرفي
مايكل (مايكي) بي ميرفي (بالإنجليزية: Michael P. Murphy)‏ هو ضابط أمريكي، ولد في 7 مايو 1976 في سميثتاون في الولايات المتحدة، وتوفي في 28 يونيو 2005 في ولاية كنر في أفغانستان في عملية ريد وينغز.

## وصلات خارجية
- ميخائيل بي ميرفي على موقع IMDb (الإنجليزية)